# Graphitisation
La graphitisation est un processus de transformation d'un matériau carboné, tel que le charbon, le graphite ou certaines formes d'alliages de fer, en graphite.

## Processus
Le processus de graphitisation implique une restructuration de la structure moléculaire du matériau carboné. À l'état initial, ces matériaux peuvent avoir une structure amorphe ou une structure cristalline différente du graphite. La graphitisation se produit généralement à des températures élevées, souvent supérieures à 2 000 °C, et peut être accélérée par des catalyseurs tels que le fer ou le nickel.
Lorsque le matériau carboné est exposé à des températures élevées pendant une période prolongée, les atomes de carbone commencent à se réarranger et à former des plans cristallins en couches. Dans la structure du graphite, les atomes de carbone sont arrangés en feuilles plates hexagonales qui sont empilées les unes sur les autres. Ces plans cristallins confèrent au graphite sa structure en flocons caractéristique, ce qui lui donne des propriétés spécifiques telles qu'une bonne conductivité électrique et thermique, une faible friction et une excellente lubrification.

## Intérêt
La graphitisation peut être observée dans divers contextes. Par exemple, elle se produit naturellement lors de la formation de certains types de charbon ou de graphite dans la croûte terrestre. Elle peut également être induite artificiellement lors de la fabrication de matériaux carbonés spécifiques, tels que les électrodes en graphite utilisées dans les piles à combustible, les réacteurs nucléaires ou les applications métallurgiques.
La graphitisation présente un intérêt particulier dans le domaine de la métallurgie. Certains alliages de fer, tels que la fonte, peuvent subir un traitement thermique de graphitisation pour améliorer leurs propriétés mécaniques et leur usinabilité. Pendant ce processus, le carbone dissous dans la matrice de l'alliage de fer se sépare et se restructure sous forme de graphite, ce qui confère à la fonte ses caractéristiques spécifiques, telles qu'une meilleure ductilité et une résistance à l'usure.